# Callosciurus inornatus
Callosciurus inornatus is een zoogdier uit de familie van de eekhoorns (Sciuridae). De wetenschappelijke naam van de soort werd voor het eerst geldig gepubliceerd door Gray in 1867.

## Voorkomen
De soort komt voor in Laos, het noorden van Vietnam en het zuiden van Yunnan (China).